# Enneapterygius sheni
Enneapterygius sheni är en fiskart som beskrevs av Fernando Chiang och Chen 2008. Enneapterygius sheni ingår i släktet Enneapterygius och familjen Tripterygiidae. Inga underarter finns listade i Catalogue of Life.